# Powysia
Powysia és un gènere d'arnes de la família Crambidae. Conté només una espècie, Powysia rosealinea, que es troba a Kenya i Tanzània.